# Заводюк, Андрей Валерьевич
Андрей Валерьевич Заводюк (род. 19 апреля 1964) - российский актёр театра и кино. Заслуженный артист России (2018).

## Биография
```
В 2002 году окончил Российскую академию театрального искусства (РАТИ-ГИТИС, курс Е.Н.Лазарева).
```

С 1987 по 1990 гг. — актёр Республиканского русского драматического театра им. М.Ю. Лермонтова в Грозном, где играл в спектаклях "Дорогая Елена Сергеевна" (Паша), "Не боюсь Вирджинии Вульф" (Ник).
В 1990—1999 гг. работал в Театре драмы Кузбасса им. А.В. Луначарского, играл в спектаклях "Вишневый сад" (Трофимов), "Дядя Ваня" (Астров), "Маленькие трагедии" (Моцарт, Дон Гуан), "Горе от ума" (Молчалин), "Плутни Скапена" (Леандр), "Гамлет" (Лаэрт).
В 2000 году был принят в труппу Театра имени Пушкина.
Участвовал в спектаклях Центра современной драматургии и режиссуры "Игра в классики", "Полуденный раздел" (режиссер Владимир Агеев); в спектаклях "SOUNDRAMA" Владимира Панкова: "Doc.тор", "Переход", "Молодец", "Гоголь. Вечера. Часть 1 и Часть 2", "Свадьба", "Я - пулеметчик".

## Творчество

### Роли в театре

#### Независимый театральный проект
- 2003 — «Любовь к английской мяте»[2] по пьесе Маргерит Дюрас «Английская мята», режиссёр В. Агеев — Вопрошающий

#### Театр А. С. Пушкина
- Антигона — Креон
- Великий Гэтсби — Мунро Стар, продюсер
- Вий — Сотник
- Всё о нашем доме — Участвуют
- Крейцерова соната — Мужчина
- Много шума из ничего — Леонато
- Ночи Кабирии — Актер
- Ооткровенные полароидные снимки — Джонатан
- Оторажения, или истинное — Генри
- Парящая лампочка — Макс Поллак
- Поздравляю с будним днём — Фред
- Путники в ночи — Петров
- Ревизор — Добчинский
- Саранча — Милан
- Федра — Тезей
- Дом, который построил Свифт — Джонатан Свифт
- Ложные признания — Дюбуа
- Обещание на рассвете — В спектакле заняты
- Повести Белкина — И.Л.П.
- С вечера до полудня — Ким
- Семинар — Леонард
- Тартюф — Оргон
- Эта прекрасная жизнь — Джордж Хэй

#### Другие театры
- «Старый дом» (режиссер Владимир Панков по пьесе А.Н. Казанцева) - роль - Павел Иванович
- «Медведь» (режиссер Владимир Панков по пьесе А.П. Чехова) - роль - Григорий Степанович
- «Дом, который построил Свифт» (режиссер Е.Писарев по пьесе Г.Горина) - роль - Джонатан Свифт
- «Крейцерова соната» (режиссер А.Назаров по пьесе Е.Исаевой) - роль - Мужчина
- «Много шума из ничего» (режиссер Е.Писарев по пьесе В.Шекспира) - роль - Леонато
- «Обещание на рассвете» (режиссер А.Кузьмин-Тарасов, инсценировка Р.Гари) роль - от Автора
- «С вечера до полудня» (режиссер Р.Мовсесян по пьесе В.Розова) роль - Ким
- «Тартюф» (режиссер Б.Жак-Важман по пьесе Ж-Б.Мольера) роль - Оргон)

### Фильмография
2003
- Постельные сцены
- Таксистка -1

2005
- Откровенные полароидные снимки (фильм-спектакль)
- Призвание
- Таксистка-2
- Частный детектив

2006
- Большие девочки
- Таксистка-3
- Телохранитель -1

2007
- Александровский сад-2
- Закон и порядок
- Солдаты (телесериал)
- Таксистка-4

2008
- Кружева
- Откройте, милиция
- Папины дочки
- Солдаты. Дембельский альбом
- Шпионские игры

2009
- Под фонарем
- Хранители
- Черчиль
- Обручальные кольца

2010
- Была любовь
- Дело Крапивиных
- Мамочки
- Погоня за тенью
- Последний аккорд
- Ранетки (телесериал)
- Все к лучшему
- Девичья охота

2011
- Новости

2012
- Бедные родственники
- Дневник доктора Зайцевой
- Доктор
- Золотой запас
- Метод Фрейда
- С новым годом, мамы!

2013
- Склифосовский (телесериал)
- А у нас во дворе... — Егор Карасёв, адвокат
- Легальный допинг
- Оттепель (телесериал)
- Пятый этаж без лифта

2014
- Вдовец
- Камерный театр.100 лет (фильм-спектакль)
- Когда его совсем не ждешь
- Московская борзая
- Надежда
- Чао, Федерико

2015
- Все могут короли
- Другая жизнь Маргариты
- Женщины против мужчин
- Побег из Москвабада
- Цветок папортника

2016
- Василиса
- Чужое счастье

2017
- Адаптация
- Круговорот
- Побег из Москвабада

2018
- Расплата — Вениамин Георгиевич Заяц, адвокат

2019
- А у нас во дворе... 2 — Егор Карасёв, адвокат

2020
- Марлен — Игорь Валерьевич Неструев, врач-гематолог

## Признание

### Звания
- Заслуженный артист Чеченской Республики (2005).
- Почётный деятель искусств города Москвы (2016)
- Заслуженный артист России (2018)

### Награды
- Благодарность Чеченской Республики (2013)
- Театральная премия "МК" за роль Свифта в спектакле "Дом который построил Свифт" (2016)
- знаком отличия «За безупречную службу городу Москве» XX лет (2024)[3].